# Hurt (Virginie)
Pour les articles homonymes, voir Hurt.
Hurt est une municipalité américaine située dans le comté de Pittsylvania en Virginie.
Selon le recensement de 2010, Hurt compte 1 304 habitants. La municipalité s'étend sur 3,51 milles carrés (9,09 km2) dont 0,04 mille carré (0,1 km2) d'étendues d'eau.
Hurt est nommée d'après John L. Hurt Jr. (1887-1964), propriétaire des terres sur lesquelles le bourg est fondé. Hurt devient une municipalité en 1967.